# Leichtathletik-Europameisterschaften 1986
| 14. Leichtathletik-Europameisterschaften | 14. Leichtathletik-Europameisterschaften |
| ---------------------------------------- | ---------------------------------------- |
|                                          |                                          |
| Stadt                                    | Stuttgart                                |
| Stadion                                  | Neckarstadion                            |
| Wettbewerbe                              | 43 (Männer: 24 / Frauen: 19)             |
| Weltrekorde                              | 5                                        |
| Weitere Europarekorde                    | 2                                        |
| Eröffnung                                | 26. August 1986                          |
| Schlussfeier                             | 31. August 1986                          |
| Chronik                                  |                                          |
| ← Athen 1982                             | Split 1990 →                             |

| Medaillenspiegel (Endstand nach 43 Entscheidungen) | Medaillenspiegel (Endstand nach 43 Entscheidungen) | Medaillenspiegel (Endstand nach 43 Entscheidungen) | Medaillenspiegel (Endstand nach 43 Entscheidungen) | Medaillenspiegel (Endstand nach 43 Entscheidungen) | Medaillenspiegel (Endstand nach 43 Entscheidungen) |
| Platz                                              | Land                                               | Gold                                               | Silber                                             | Bronze                                             | Gesamt                                             |
| -------------------------------------------------- | -------------------------------------------------- | -------------------------------------------------- | -------------------------------------------------- | -------------------------------------------------- | -------------------------------------------------- |
| 1                                                  | UdSSR                                              | 11                                                 | 13                                                 | 12                                                 | 36                                                 |
| 2                                                  | DDR                                                | 11                                                 | 10                                                 | 8                                                  | 29                                                 |
| 3                                                  | Großbritannien                                     | 8                                                  | 2                                                  | 5                                                  | 15                                                 |
| 4                                                  | Bulgarien                                          | 3                                                  | 4                                                  | 1                                                  | 8                                                  |
| 5                                                  | Italien                                            | 2                                                  | 6                                                  | 2                                                  | 10                                                 |
| 6                                                  | BR Deutschland                                     | 2                                                  | 4                                                  | 5                                                  | 11                                                 |
| 7                                                  | Frankreich                                         | 1                                                  | 1                                                  | 2                                                  | 4                                                  |
| 8                                                  | Spanien                                            | 1                                                  | –                                                  | 2                                                  | 3                                                  |
| 9                                                  | Norwegen                                           | 1                                                  | –                                                  | –                                                  | 1                                                  |
| 9                                                  | Portugal                                           | 1                                                  | –                                                  | –                                                  | 1                                                  |
| 9                                                  | Schweiz                                            | 1                                                  | –                                                  | –                                                  | 1                                                  |
| 9                                                  | Tschechoslowakei                                   | 1                                                  | –                                                  | –                                                  | 1                                                  |
| Vollständiger Medaillenspiegel                     |                                                    |                                                    |                                                    |                                                    |                                                    |

Die 14. Leichtathletik-Europameisterschaften fanden vom 26. bis zum 31. August 1986 in Stuttgart statt. Alle Wettkämpfe mit Ausnahme der Marathonläufe und der Gehwettbewerbe wurden im Neckarstadion ausgetragen.

## Wettbewerbe

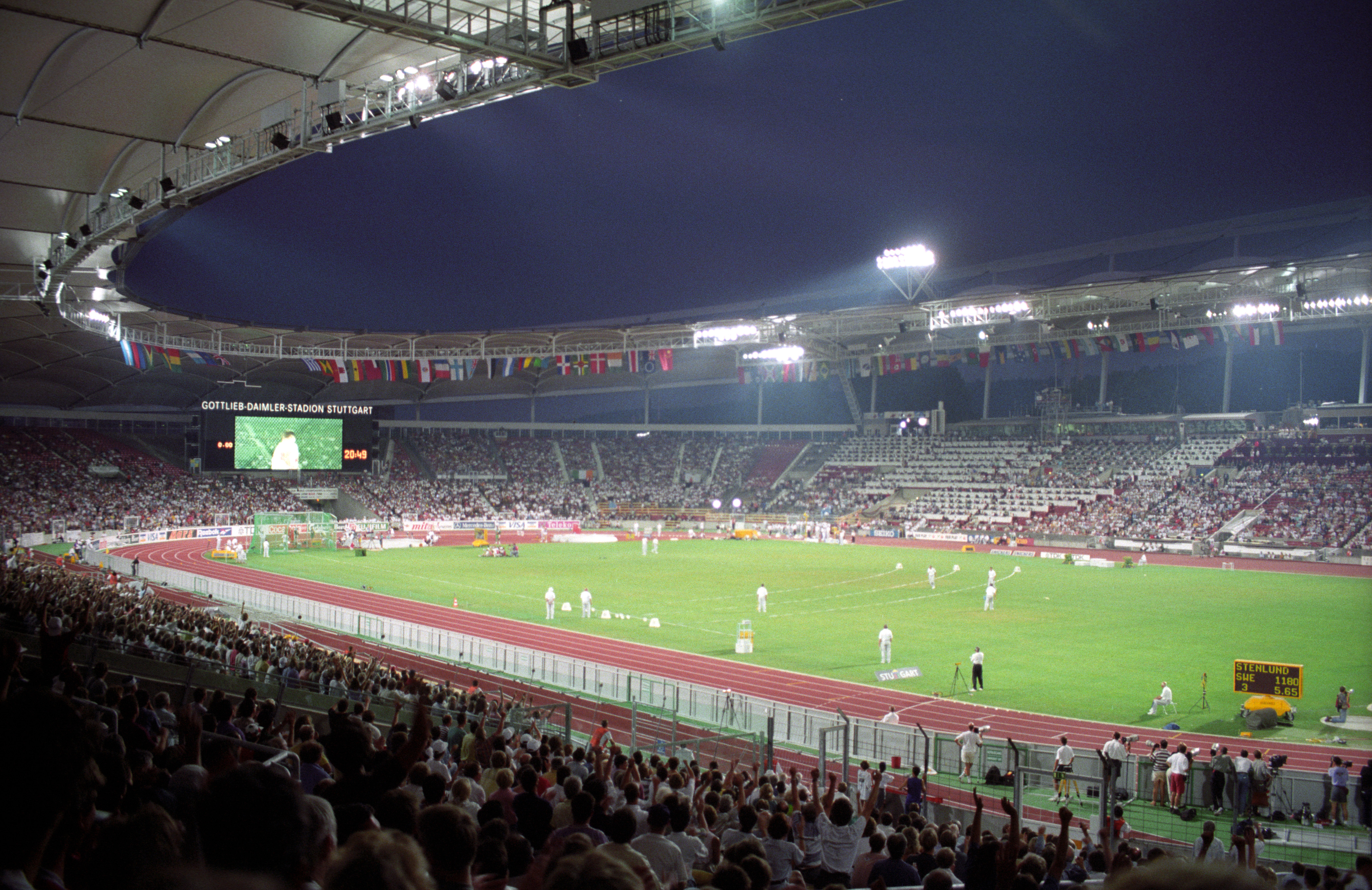
Das Stuttgarter Neckarstadion (heute MHPArena) bei den Leichtathletik-Weltmeisterschaften 1993

Das Wettbewerbsangebot im Frauenbereich wurde um zwei Disziplinen erweitert. Hinzu kamen der 10.000-Meter-Lauf und mit dem 10-km-Gehen auch erstmals eine Disziplin aus dem Gehsport, der bisher alleine den Männern vorbehalten war.
Immer weiter schritt damit die Annäherung des Wettbewerbsangebots für Frauen an das für Männer fort.
- Im Laufbereich fehlte noch der Hindernislauf, Unterschiede gab es darüber hinaus nur in den Distanzen zweier Disziplinen:
  - Die kürzeste Bahnlangstrecke wurde bei den Frauen über 3000, bei den Männern über 5000 Meter gelaufen. Das wurde bei den Europameisterschaften 1998 angepasst.
  - Der Hürdensprint wurde bei den Frauen über 100, bei den Männern über 110 Meter gelaufen, was auf die unterschiedliche Schrittlänge von Frauen gegenüber Männern zurückzuführen ist und deshalb sinnvollerweise so blieb.
- Es fehlte noch eine zweite Gehstrecke. Bis zu deren Einführung mussten die Sportlerinnen noch bis 2018 warten.
- Den größten Nachholbedarf gab es in den technischen Disziplinen. Hier fehlten noch zwei Sprungwettbewerbe sowie eine Wurfdisziplin.
  - 1994 konnten die Athletinnen erstmals im Dreisprung antreten.
  - 1998 wurden dann auch der Stabhochsprung und der Hammerwurf in das EM-Programm aufgenommen.

Unterschiede verblieben in den Höhen der Hürden und Hindernisse sowie den Gewichten der Stoß- und Wurfgeräte.

## Doping
In den 1980er Jahren war das Dopingkontrollsystem nicht vergleichbar mit den in späteren Jahren durchgeführten Kontrollen. So sind zahlreiche Leistungen hier auf dem Boden fehlender Prüfungen auch in den Trainingsphasen zu sehen. Das später transparent gewordene DDR-Dopingprogramm und der in vielen anderen Ländern anzutreffende Einsatz verbotener Mittel blieben bei diesen Europameisterschaften noch weitgehend verborgen.
Es gab einen geahndeten offiziellen Dopingfall:

Die zunächst siebtplatzierte Rumänin Daniela Costian wurde des Verstoßes gegen die Antidopingbestimmungen überführt. Ihr Resultat wurde annulliert, das Ergebnis wurde entsprechend korrigiert. Außerdem erhielt die Athletin eine Sperre von 24 Monaten.
Ein beklemmendes Gefühl hinterlässt sicherlich auch der Fall der Europameisterin im Kugelstoßen, Heidi Krieger. Sie wurde in der DDR jahrelang mit Anabolika sowie männlichen Hormonen gedopt, unterzog sich 1997 einer Geschlechtsangleichung und lebt seitdem als Mann mit dem Namen Andreas Krieger.

## Sportliche Leistungen
In der Nationenwertung ging es eng zu zwischen der Sowjetunion und der DDR. Beide Teams hatten am Ende jeweils elf EM-Titelträger aufzuweisen. Bezüglich der Silber- und Bronzemedaillen lag allerdings die UdSSR – dreizehnmal Silber / zwölfmal Bronze – vor der DDR – zehnmal Silber / achtmal Bronze. Den unangefochtenen dritten Platz in dieser Wertung belegte Großbritannien mit acht Europameistern in ihren Reihen. Bulgarien kam auf drei Goldmedaillen, Italien und die Bundesrepublik Deutschland hatten je zwei Goldmedaillen zu Buche stehen.
Bei den einzelnen Sportlern lag das Leistungsniveau ausgesprochen hoch.
- Es wurden fünf Weltrekorde, davon einer inoffiziell, aufgestellt:
  - Hammerwurf: Jurij Sedych, Sowjetunion – 86,74 m, Finale
  - Speerwurf: Klaus Tafelmeier, BR Deutschland – 84,76 m (Finale, aufgrund des gerade erst eingeführten neuen Speers noch inoffiziell)
  - 400-Meter-Hürdenlauf: Marina Stepanowa, Sowjetunion – 53,32 s (Finale)
  - Speerwurf: Fatima Whitbread, Großbritannien – 77,44 m (Qualifikation)
  - 200-Meter-Lauf: Heike Drechsler, DDR – 21,71 s (egalisiert im Finale bei einem Gegenwind von 0,8 m/s)

Außerdem gab es einen egalisierten und einen neuen Europarekord:
- - 110-Meter-Hürdenlauf: Stéphane Caristan, Frankreich – 13,28 s (egalisiert im Halbfinale bei einem Rückenwind von 0,9 m/s)
  - 110-Meter-Hürdenlauf: Stéphane Caristan, Frankreich – 13,20 s (verbessert im Finale bei einem Rückenwind von 2,0 m/s)
- Darüber hinaus wurden in 28 Disziplinen 34 neue oder egalisierte Meisterschaftsrekorde registriert.
- In weiteren elf Disziplinen wurden neunzehn Landesrekorde neu aufgestellt.
- Vier Athleten errangen je zwei Goldmedaillen bei diesen Meisterschaften
  - Heike Drechsler (DDR) – 200 Meter, Weitsprung
  - Roger Black (Großbritannien) – 400 Meter, 4 × 400 m Staffel
  - Marlies Göhr, DDR – 100 Meter, 4 × 100 m Staffel
  - Marita Koch, DDR – 400 Meter, 4 × 400 m Staffel
- Sechs der Europameister von 1986 hatten bereits vorher EM-Titel gewonnen:
  - Marita Koch, DDR – 400 Meter, dritter Erfolg in Folge seit 1978, darüber hinaus auch dritter Sieg in Folge mit der 4 × 400-m-Staffel der DDR, damit war sie nun sechsfache Europameisterin
  - Harald Schmid, BR Deutschland – 400 Meter Hürden, dritter Erfolg in Folge seit 1978, darüber hinaus auch zwei Siege (1978/1982) mit der 4 × 400-m-Staffel der Bundesrepublik Deutschland, damit nun fünffacher Europameister
  - Marlies Göhr (DDR) – 100 Meter, dritter Erfolg in Folge seit 1978, darüber hinaus auch zwei Siege (1982/1986) mit der 4 × 100-m-Staffel der DDR, damit jetzt fünffacher Europameisterin
  - Jurij Sedych, Sowjetunion – Hammerwurf, dritter Erfolg in Folge seit 1978, damit dreifacher Europameister
  - Steve Cram, Großbritannien – 1500 Meter, Wiederholung seines Erfolgs von 1982, damit zweifacher Europameister
  - Daley Thompson, Großbritannien – Zehnkampf, Wiederholung seines Erfolgs von 1982, damit zweifacher Europameister
  - Rosa Mota, Portugal – Marathonlauf, Wiederholung ihres Erfolgs von 1982, damit zweifache Europameisterin

## Legende
Kurze Übersicht zur Bedeutung der Symbolik – so üblicherweise auch in sonstigen Veröffentlichungen verwendet:
| WR    | Weltrekord                                                   |
| ER    | Europarekord                                                 |
| CR    | Championshiprekord                                           |
| NR    | Nationaler Rekord                                            |
| BR    | Bundesdeutscher Rekord                                       |
| NU23R | Nationaler U23-Rekord                                        |
| e     | egalisiert                                                   |
| in    | inoffiziell                                                  |
| w     | Rückenwindunterstützung über dem erlaubten Limit von 2,0 m/s |
| DSQ   | disqualifiziert                                              |

## Resultate Männer

### 100 m

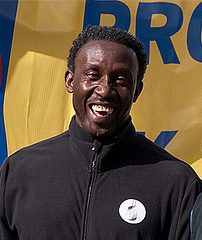
Linford Christie siegte mit neuem Meisterschaftsrekord

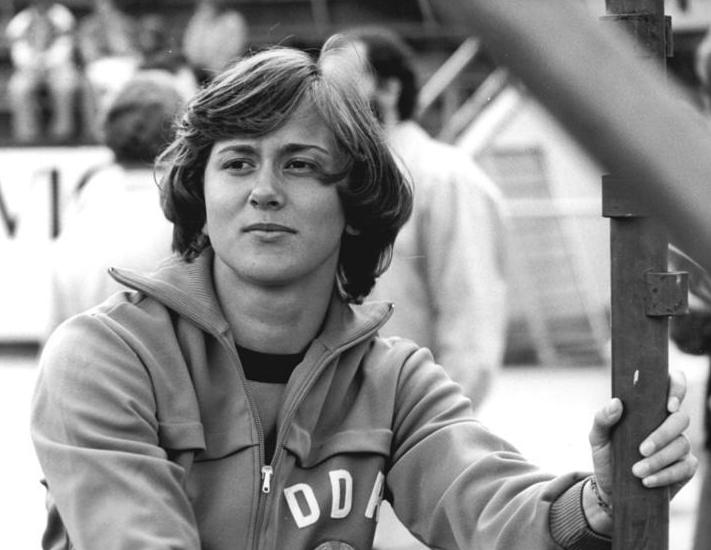
Europameisterin Marlies Göhr unterbot im Finale als einzige Sprinterin die 11-Sekunden-Marke

| Platz | Athlet            | Land | Zeit (s) |
| ----- | ----------------- | ---- | -------- |
| 1     | Linford Christie  | GBR  | 10,15 CR |
| 2     | Steffen Bringmann | GDR  | 10,20000 |
| 3     | Bruno Marie-Rose  | FRA  | 10,21000 |
| 4     | Thomas Schröder   | GDR  | 10,24000 |
| 5     | Allan Wells       | GBR  | 10,25000 |
| 6     | Mike McFarlane    | GBR  | 10,29000 |
| 7     | Attila Kovács     | HUN  | 10,31000 |
| 8     | Antoine Richard   | FRA  | 10,34000 |
| 9     | Wiktor Bryshin    | URS  | 10,38000 |

Finale: 27. August
Wind: −0,1 m/s

### 200 m
| Platz | Athlet             | Land | Zeit (s) |
| ----- | ------------------ | ---- | -------- |
| 1     | Wladimir Krylow    | URS  | 20,52    |
| 2     | Jürgen Evers       | FRG  | 20,75    |
| 3     | Andrei Fedoriw     | URS  | 20,84    |
| 4     | Thomas Schröder    | GDR  | 20,89    |
| 5     | Allan Wells        | GBR  | 20,89    |
| 6     | Alexandr Jewgenjew | URS  | 20,91    |
| 7     | Olaf Prenzler      | GDR  | 21,00    |
| 8     | Frank Emmelmann    | GDR  | 21,03    |

Finale: 29. August
Wind: ±0,0 m/s

### 400 m

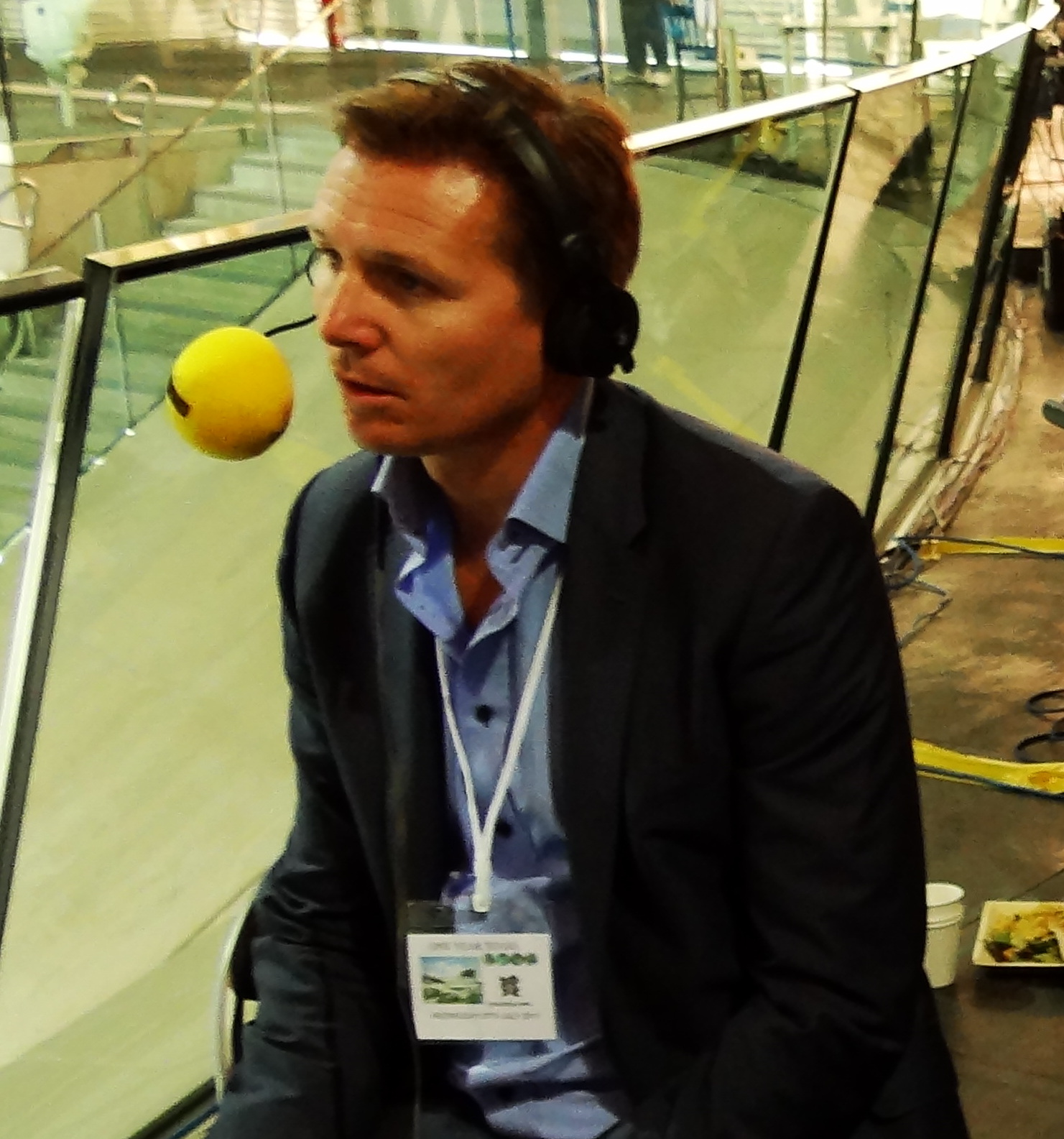
Europameister Roger Black – hier als Fernsehmoderator im Jahr 2011

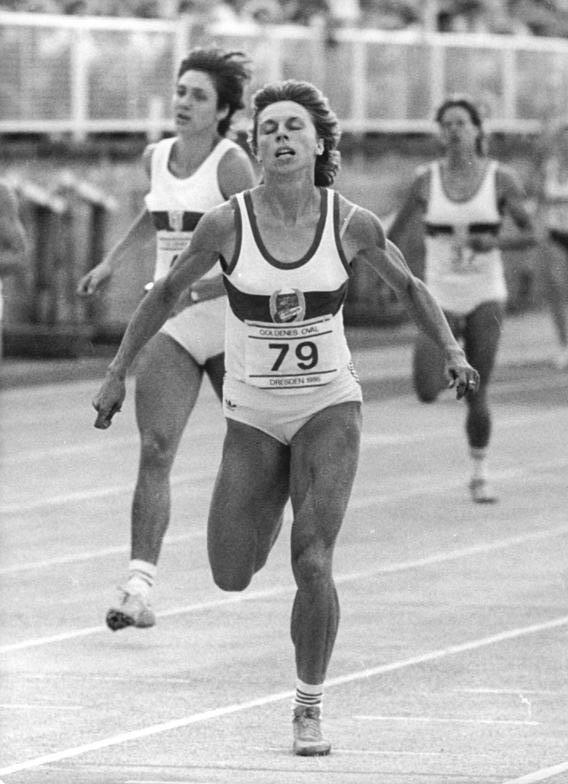
Marita Koch – dritter EM-Sieg in Folge

| Platz | Athlet            | Land | Zeit (s) |
| ----- | ----------------- | ---- | -------- |
| 1     | Roger Black       | GBR  | 44,59 CR |
| 2     | Thomas Schönlebe  | GDR  | 44,63000 |
| 3     | Mathias Schersing | GDR  | 44,85000 |
| 4     | Derek Redmond     | GBR  | 45,25000 |
| 5     | Ralf Lübke        | FRG  | 45,35000 |
| 6     | Antonio Sánchez   | ESP  | 45,41000 |
| 7     | Aldo Canti        | FRA  | 45,93000 |
| 8     | Erwin Skamrahl    | FRG  | 46,38000 |

Finale: 28. August

### 800 m

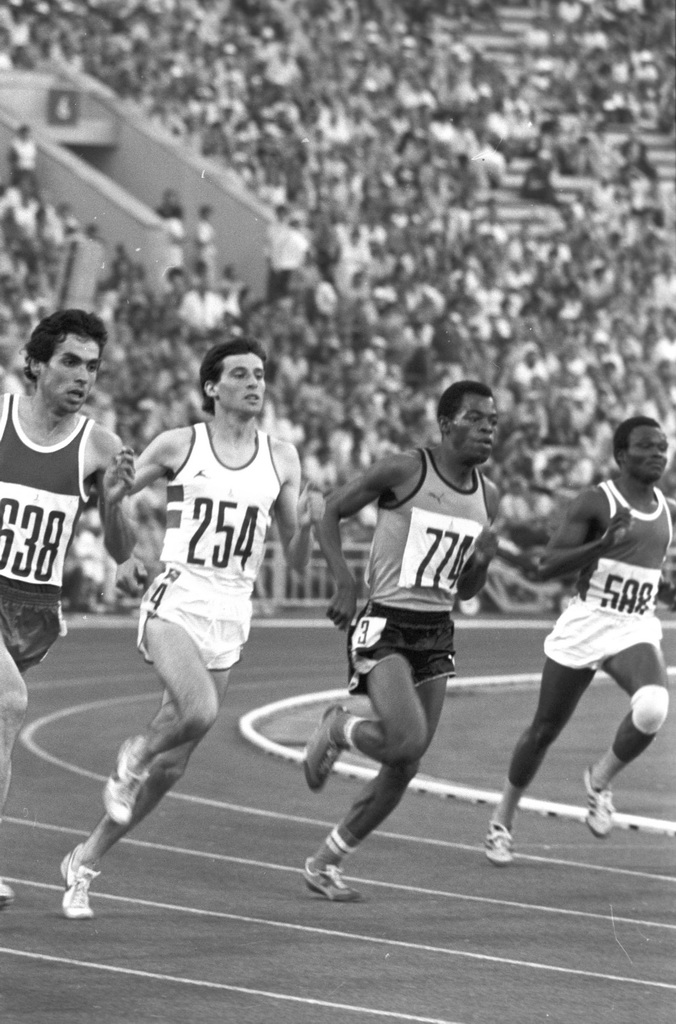
Sebastian Coe (Zweiter von links)

| Platz | Athlet            | Land | Zeit (min) |
| ----- | ----------------- | ---- | ---------- |
| 1     | Sebastian Coe     | GBR  | 1:44,50    |
| 2     | Tom McKean        | GBR  | 1:44,61    |
| 3     | Steve Cram        | GBR  | 1:44,88    |
| 4     | Rob Druppers      | NED  | 1:45,53    |
| 5     | Ryszard Ostrowski | POL  | 1:45,54    |
| 6     | Peter Braun       | FRG  | 1:45,83    |
| 7     | Philippe Collard  | FRA  | 1:45,96    |
| 8     | Wiktor Kalinkin   | URS  | 1:47,36    |

Finale: 28. August

### 1500 m

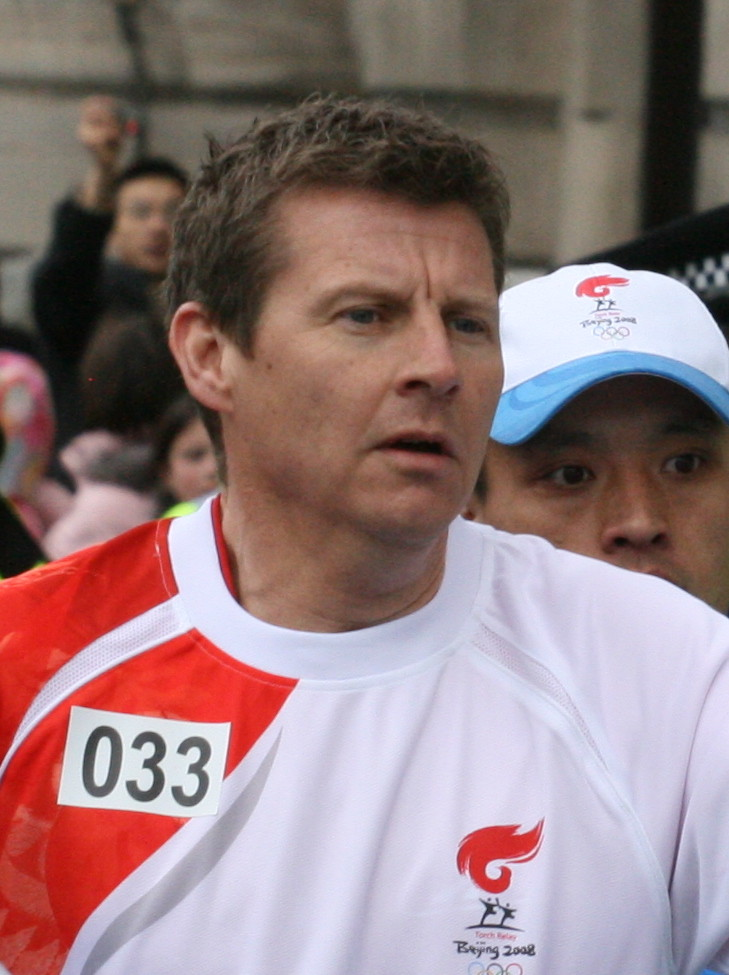
Steve Cram verteidigte seinen 1500-Meter-Titel erfolgreich

| Platz | Athlet             | Land | Zeit (min) |
| ----- | ------------------ | ---- | ---------- |
| 1     | Steve Cram         | GBR  | 3:41,09    |
| 2     | Sebastian Coe      | GBR  | 3:41,67    |
| 3     | Han Kulker         | NED  | 3:42,11    |
| 4     | José Luis González | ESP  | 3:42,54    |
| 5     | John Gladwin       | GBR  | 3:42,57    |
| 6     | Marcus O’Sullivan  | IRL  | 3:42,60    |
| 7     | Johnny Kroon       | SWE  | 3:42,61    |
| 8     | Frank O’Mara       | IRL  | 3:42,90    |

Finale: 31. August

### 5000 m
| Platz | Athlet         | Land | Zeit (min)  |
| ----- | -------------- | ---- | ----------- |
| 1     | Jack Buckner   | GBR  | 13:10,15 CR |
| 2     | Stefano Mei    | ITA  | 13:11,57000 |
| 3     | Tim Hutchings  | GBR  | 13:12,88000 |
| 4     | Ewgeni Ignatow | BUL  | 13:13,15 NR |
| 5     | António Leitão | POR  | 13:17,67000 |
| 6     | Martti Vainio  | FIN  | 13:22,67000 |
| 7     | Pierre Délèze  | SUI  | 13:28,80000 |
| 8     | Alberto Cova   | ITA  | 13:35,86000 |

Finale: 31. August

### 10.000 m

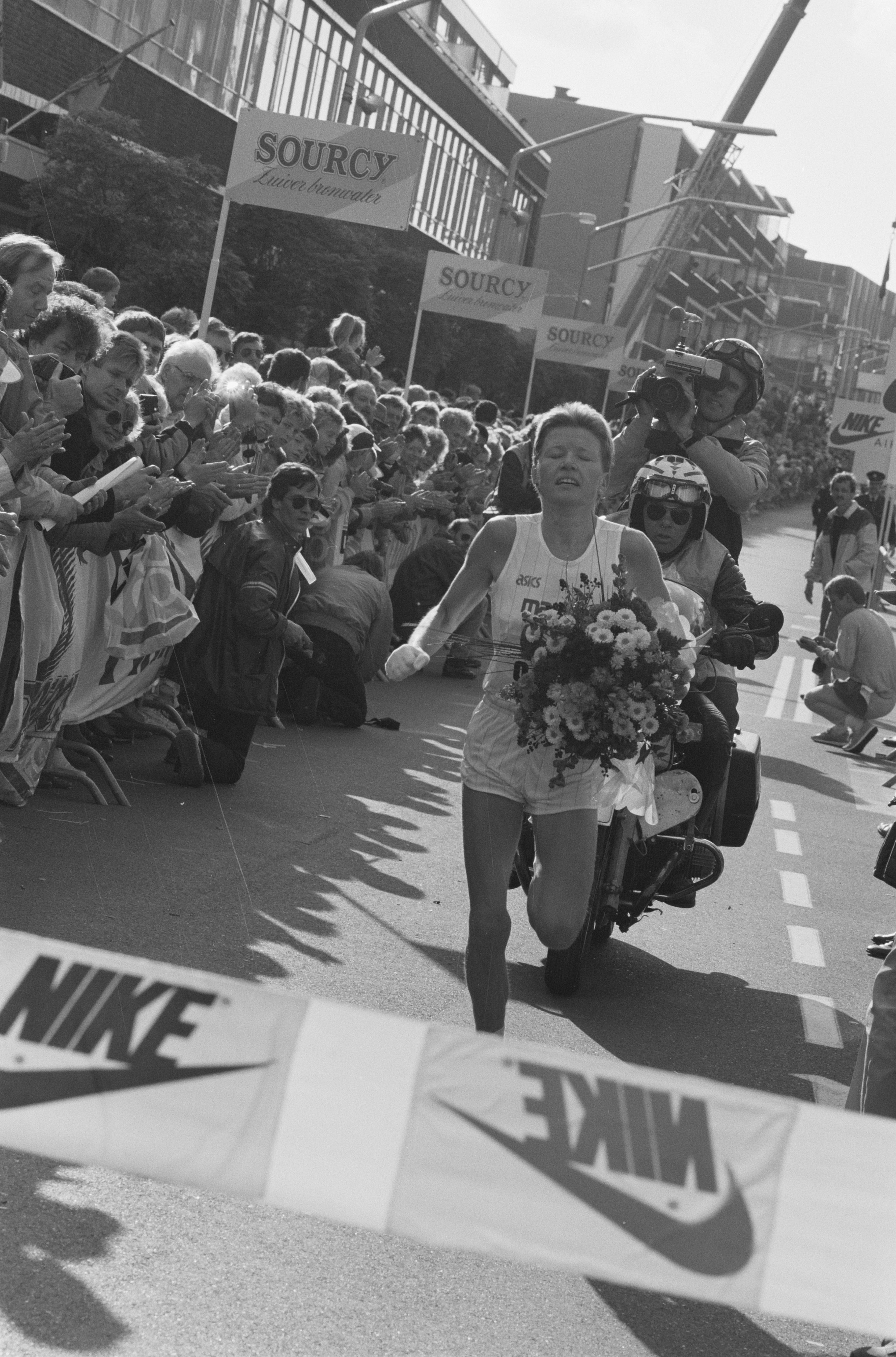
Ingrid Kristiansen

| Platz | Athlet             | Land | Zeit (min) |
| ----- | ------------------ | ---- | ---------- |
| 1     | Stefano Mei        | ITA  | 27:56,79   |
| 2     | Alberto Cova       | ITA  | 27:57,93   |
| 3     | Salvatore Antibo   | ITA  | 28:00,25   |
| 4     | Mats Erixon        | SWE  | 28:01,50   |
| 5     | Domingos Castro    | POR  | 28:01,62   |
| 6     | John Treacy        | IRL  | 28:04,10   |
| 7     | Martti Vainio      | FIN  | 28:08,72   |
| 8     | Jean-Louis Prianon | FRA  | 28:12,29   |

Datum: 26. August

### Marathon
| Platz | Athlet            | Land | Zeit (h)   |
| ----- | ----------------- | ---- | ---------- |
| 1     | Gelindo Bordin    | ITA  | 2:10:54 CR |
| 2     | Orlando Pizzolato | ITA  | 2:10:57000 |
| 3     | Herbert Steffny   | FRG  | 2:11:30000 |
| 4     | Ralf Salzmann     | FRG  | 2:11:41000 |
| 5     | Hugh Jones        | GBR  | 2:11:49000 |
| 6     | Gerard Nijboer    | NED  | 2:12:46000 |
| 7     | Jacques Lefrand   | FRA  | 2:12:53000 |
| 8     | Antoni Niemczak   | POL  | 2:13:04000 |

Datum: 30. August

### 110 m Hürden
| Platz | Athlet            | Land | Zeit (s) |
| ----- | ----------------- | ---- | -------- |
| 1     | Stéphane Caristan | FRA  | 13,20 ER |
| 2     | Arto Bryggare     | FIN  | 13,42000 |
| 3     | Carlos Sala       | ESP  | 13,50000 |
| 4     | Nigel Walker      | GBR  | 13,52000 |
| 5     | Andreas Oschkenat | GDR  | 13,55000 |
| 6     | Jonathan Ridgeon  | GBR  | 13,70000 |
| 7     | Liviu Giurgean    | ROM  | 13,71000 |
| 8     | Györgyi Bakos     | HUN  | 13,84000 |

Finale: 30. August
Wind: +2,0 m/s

### 400 m Hürden

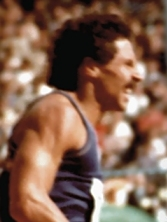
Harald Schmid – zum dritten Mal in Folge Europameister

| Platz | Athlet                 | Land | Zeit (s) |
| ----- | ---------------------- | ---- | -------- |
| 1     | Harald Schmid          | FRG  | 48,65    |
| 2     | Alexander Wassiljew    | URS  | 48,76    |
| 3     | Sven Nylander          | SWE  | 49,38    |
| 4     | Toma Tomow             | BUL  | 49,62    |
| 5     | Tagir Semskow          | URS  | 50,02    |
| 6     | José Alonso            | ESP  | 50,30    |
| 7     | Rik Tommelein          | BEL  | 50,45    |
| 8     | Athanásios Kaloyiánnis | GRE  | 51,83    |

Finale: 28. August

### 3000 m Hindernis
| Platz | Athlet            | Land | Zeit (min) |
| ----- | ----------------- | ---- | ---------- |
| 1     | Hagen Melzer      | GDR  | 8:16,65    |
| 2     | Francesco Panetta | ITA  | 8:16,85    |
| 3     | Patriz Ilg        | FRG  | 8:16,92    |
| 4     | Colin Reitz       | GBR  | 8:18,12    |
| 5     | William Van Dijck | BEL  | 8:20,19    |
| 6     | Joseph Mahmoud    | FRA  | 8:20,25    |
| 7     | Rainer Schwarz    | FRG  | 8:20,90    |
| 8     | Roger Hackney     | GBR  | 8:20,97    |

Finale: 29. August

### 4 × 100 m Staffel
| Platz | Land           | Athleten | Zeit (s) |
| ----- | -------------- | --- | -------- |
| 1     | UdSSR          | Alexander Jewgenjew (Finale) Nikolai Juschmanow Wladimir Murawjow Wiktor Bryshin im Vorlauf außerdem: Andrei Schljapnikow | 38,29 CR |
| 2     | DDR            | Thomas Schröder Steffen Bringmann Olaf Prenzler Frank Emmelmann                                                           | 38,64000 |
| 3     | Großbritannien | Elliot Bunney Daley Thompson Mike McFarlane Linford Christie                                                              | 38,71000 |
| 4     | Frankreich     | Thierry François Gilles Quénéhervé Antoine Richard Bruno Marie-Rose                                                       | 38,81000 |
| 5     | Italien        | Antonio Ullo Carlo Simionato Pierfrancesco Pavoni Stefano Tilli                                                           | 38,86000 |
| 6     | Ungarn         | László Karaffa Istvan Nágy István Tatár Attila Kovács                                                                     | 39,15000 |
| 7     | Bulgarien      | Nikolai Markow Henri Grigorow Krassimir Boschinowski Valentin Atanassow                                                   | 39,33000 |
| 8     | Portugal       | Arnaldo Abrantes Pedro Curvelo Luis Cunha Pedro Agostinho                                                                 | 39,74000 |

Finale: 31. August

### 4 × 400 m Staffel
| Platz | Land           | Athleten | Zeit (min) |
| ----- | -------------- | --- | ---------- |
| 1     | Großbritannien | Derek Redmond (Finale) Kriss Akabusi Brian Whittle Roger Black im Vorlauf außerdem: Phil Brown                       | 2:59,84 CR |
| 2     | BR Deutschland | Klaus Just Edgar Itt Harald Schmid Ralf Lübke (Finale) im Vorlauf außerdem: Jörg Vaihinger                           | 3:00,17000 |
| 3     | UdSSR          | Wladimir Prosin Wladimir Krylow (Finale) Arkadi Kornilow Alexander Kurotschkin im Vorlauf außerdem: Wladimir Wolodko | 3:00,47000 |
| 4     | Italien        | Giovanni Bongiorni Mauro Zuliani Vito Petrella Roberto Ribaud                                                        | 3:01,37 NR |
| 5     | Spanien        | Juan José Prado Antonio Sánchez José Alonso Ángel Heras                                                              | 3:04,12000 |
| 6     | DDR            | Frank Möller Carlo Niestädt Thomas Schönlebe Mathias Schersing                                                       | 3:04,87000 |
| 7     | Jugoslawien    | Slobodan Branković Slobodan Popović Predrag Melnjak Željko Knapić                                                    | 3:05,27000 |
| 8     | Frankreich     | Yann Quentrec Philippe Gonigam (Finale) Jacques Boussemart Aldo Canti im Vorlauf außerdem: Pascal Barré              | 3:10,17000 |

Finale: 31. August

### 20 km Gehen
| Platz | Athlet                | Land | Zeit (h)   |
| ----- | --------------------- | ---- | ---------- |
| 1     | Jozef Pribilinec      | TCH  | 1:21:15 CR |
| 2     | Maurizio Damilano     | ITA  | 1:21:17000 |
| 3     | Miguel Prieto         | ESP  | 1:21:36000 |
| 4     | Wiktor Mostowik       | URS  | 1:21:52000 |
| 5     | Walter Arena          | ITA  | 1:22:42000 |
| 6     | Pavol Blažek          | TCH  | 1:23:26000 |
| 7     | Alexei Perschin       | URS  | 1:24:11000 |
| 8     | Alexandr Bojarschinow | URS  | 1:24:16000 |

Datum: 27. August

### 50 km Gehen
| Platz | Athlet                | Land | Zeit (h)   |
| ----- | --------------------- | ---- | ---------- |
| 1     | Hartwig Gauder        | GDR  | 3:40:55 CR |
| 2     | Wjatscheslaw Iwanenko | URS  | 3:41:54000 |
| 3     | Waleri Sunzow         | URS  | 3:42:38000 |
| 4     | Sergei Prozischin     | URS  | 3:45:51000 |
| 5     | Reima Salonen         | FIN  | 3:46:14000 |
| 6     | Dietmar Meisch        | GDR  | 3:48:01000 |
| 7     | Bo Gustafsson         | SWE  | 3:50:12000 |
| 8     | Pavol Szikora         | TCH  | 3:51:35000 |

Datum: 31. August

### Hochsprung

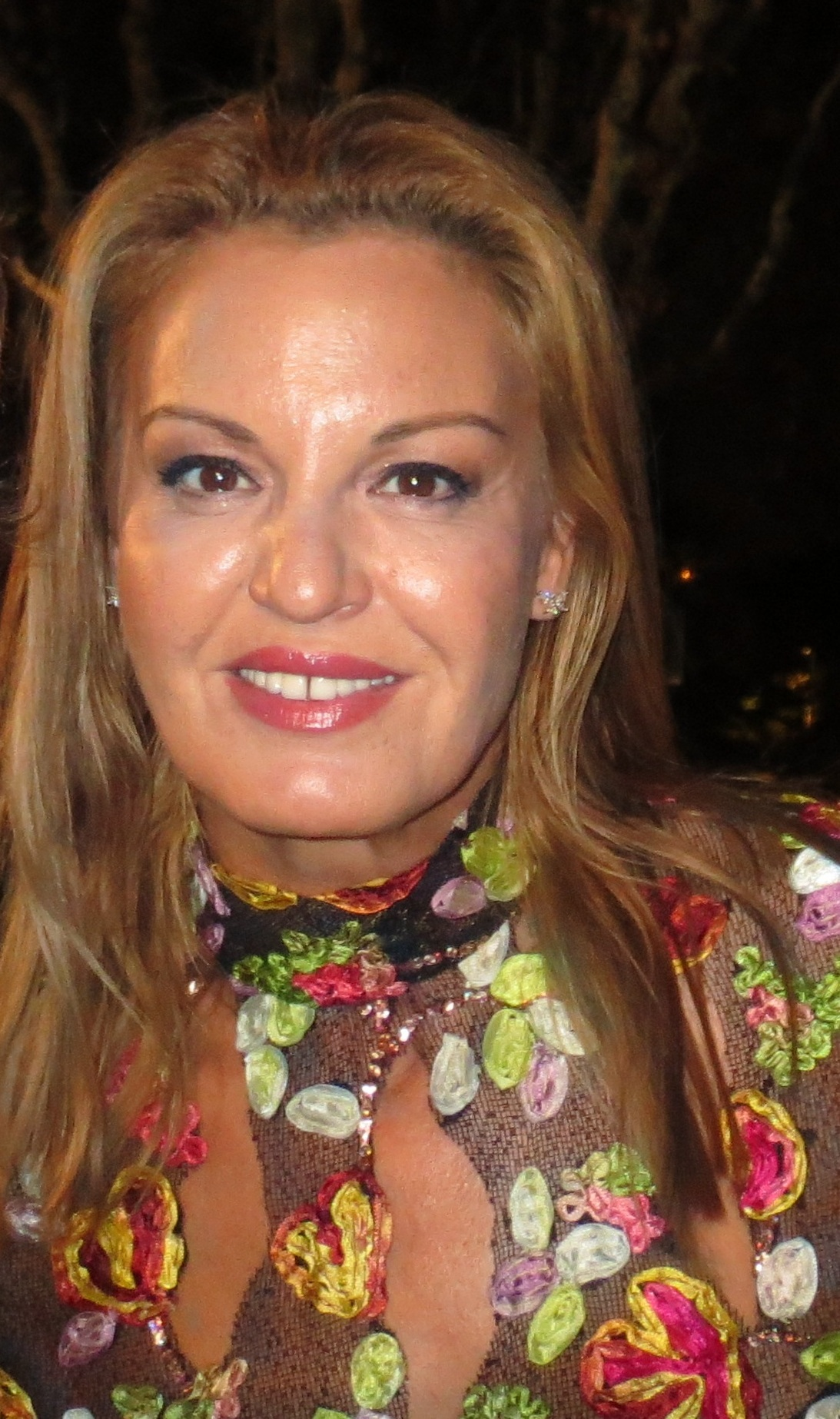
Europameisterin und Weltrekordlerin Stefka Kostadinowa (Foto: 2012)

| Platz | Athlet                 | Land | Höhe (m) |
| ----- | ---------------------- | ---- | -------- |
| 1     | Igor Paklin            | URS  | 2,34 CR  |
| 2     | Sergei Maltschenko     | URS  | 2,31000  |
| 3     | Carlo Thränhardt       | FRG  | 2,31000  |
| 4     | Dietmar Mögenburg      | FRG  | 2,28000  |
| 5     | Krzysztof Krawczyk     | POL  | 2,28000  |
| 6     | Patrik Sjöberg         | SWE  | 2,25000  |
| 7     | Eugen-Cristian Popescu | ROM  | 2,25000  |
| 7     | Gerd Wessig            | GDR  | 2,25000  |

Finale: 31. August

### Stabhochsprung

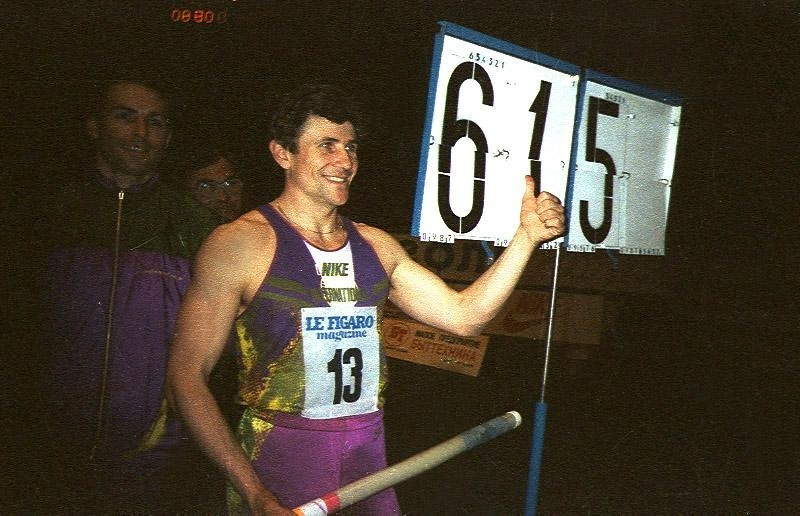
Europameister Serhij Bubka – hier nach seinem Hallenweltrekord von 6,15 m im Jahr 1993

| Platz | Athlet             | Land | Höhe (m) |
| ----- | ------------------ | ---- | -------- |
| 1     | Serhij Bubka       | URS  | 5,85 CR  |
| 2     | Wassyl Bubka       | URS  | 5,75000  |
| 3     | Philippe Collet    | FRA  | 5,75000  |
| 4     | Atanas Tarew       | BUL  | 5,70000  |
| 5     | Kimmo Kuusela      | FIN  | 5,55000  |
| 6     | Zdeněk Lubenský    | TCH  | 5,55000  |
| 7     | Stanimir Pentschew | BUL  | 5,55000  |
| 8     | Serge Ferreira     | FRA  | 5,35000  |

Finale: 29. August

### Weitsprung

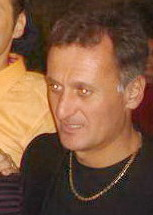
Europameister Robert Emmijan (hier im Jahr 2006) war gleichzeitig auch Inhaber des Europarekords

| Platz | Athlet               | Land | Weite (m) |
| ----- | -------------------- | ---- | --------- |
| 1     | Robert Emmijan       | URS  | 8,41 CR   |
| 2     | Serhij Lajewskyj     | URS  | 8,01000   |
| 3     | Giovanni Evangelisti | ITA  | 7,92000   |
| 4     | Emiel Mellaard       | NED  | 7,91000   |
| 5     | Stanisław Jaskułka   | POL  | 7,85000   |
| 6     | Norbert Brige        | FRA  | 7,72000   |
| 7     | Ivo Krsek            | TCH  | 7,69000   |
| 8     | Zdenek Hanácek       | TCH  | 7,59000   |

Finale: 29. August

### Dreisprung
| Platz | Athlet            | Land | Weite (m) |
| ----- | ----------------- | ---- | --------- |
| 1     | Christo Markow    | BUL  | 17,66 CR  |
| 2     | Māris Bružiks     | URS  | 17,33000  |
| 3     | Oleg Prozenko     | URS  | 17,28 w0  |
| 4     | Georgi Pomaschki  | BUL  | 16,99000  |
| 5     | Dirk Gamlin       | GDR  | 16,89000  |
| 6     | Mykola Mussijenko | URS  | 16,86000  |
| 7     | Volker Mai        | GDR  | 16,74000  |
| 8     | Didier Falise     | BEL  | 16,74000  |

Finale: 30. August

### Kugelstoßen
| Platz | Athlet            | Land | Weite (m) |
| ----- | ----------------- | ---- | --------- |
| 1     | Werner Günthör    | SUI  | 22,22 CR  |
| 2     | Ulf Timmermann    | GDR  | 21,84000  |
| 3     | Udo Beyer         | GDR  | 20,74000  |
| 4     | Alessandro Andrei | ITA  | 20,73000  |
| 5     | Lars Arvid Nilsen | NOR  | 20,52000  |
| 6     | Karsten Stolz     | FRG  | 19,89000  |
| 7     | Vladimir Milić    | YUG  | 19,85000  |
| 8     | Udo Gelhausen     | FRG  | 19,76000  |

Finale: 28. August

### Diskuswurf

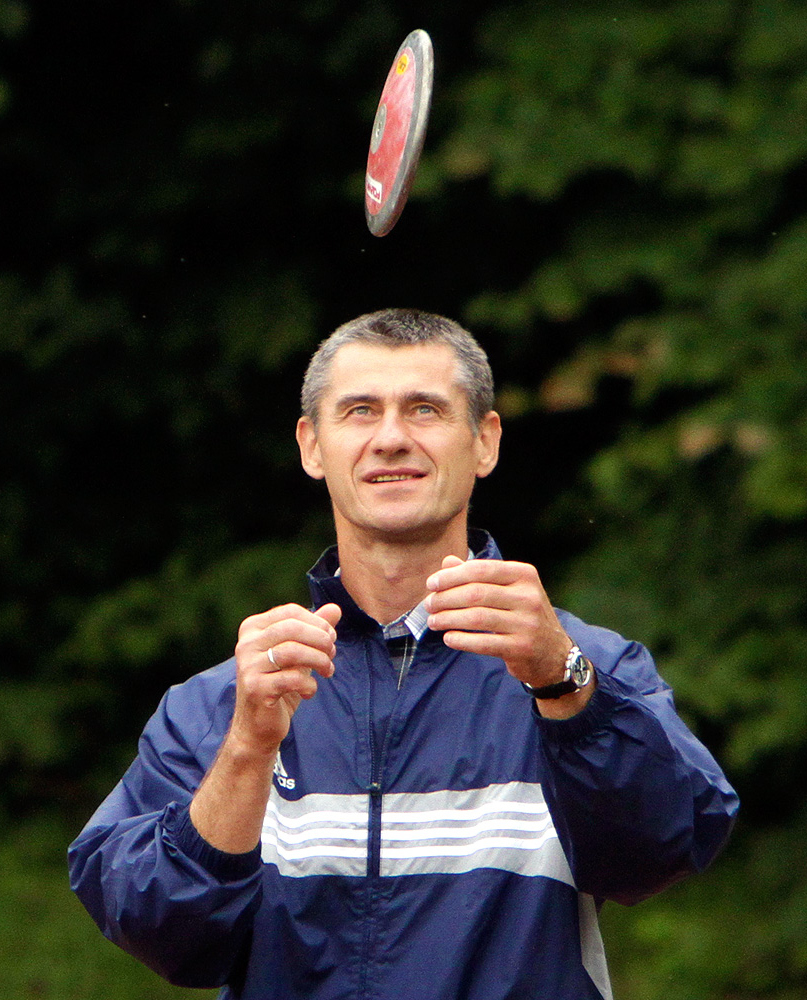
Romas Ubartas siegte mit EM-Rekord

| Platz | Athlet                | Land | Weite (m) |
| ----- | --------------------- | ---- | --------- |
| 1     | Romas Ubartas         | URS  | 67,08 CR  |
| 2     | Georgi Kolnootschenko | URS  | 67,02000  |
| 3     | Vaclavas Kidykas      | URS  | 66,32000  |
| 4     | Knut Hjeltnes         | NOR  | 65,60000  |
| 5     | Géjza Valent          | TCH  | 65,00000  |
| 6     | Erik de Bruin         | NED  | 64,52000  |
| 7     | Jürgen Schult         | GDR  | 64,38000  |
| 8     | Imrich Bugár          | TCH  | 63,56000  |

Finale: 31. August

### Hammerwurf
| Platz | Athlet           | Land | Weite (m) |
| ----- | ---------------- | ---- | --------- |
| 1     | Jurij Sjedych    | URS  | 86,74 WR  |
| 2     | Sergei Litwinow  | URS  | 85,74000  |
| 3     | Igor Nikulin     | URS  | 82,00000  |
| 4     | Gunther Rodehau  | GDR  | 79,84000  |
| 5     | Jörg Schaefer    | FRG  | 79,68000  |
| 6     | Ralf Haber       | GDR  | 78,74000  |
| 7     | Matthias Moder   | GDR  | 78,70000  |
| 8     | Christoph Sahner | FRG  | 77,12000  |

Finale: 30. August

### Speerwurf
| Platz | Athlet           | Land | Weite (m)  |
| ----- | ---------------- | ---- | ---------- |
| 1     | Klaus Tafelmeier | FRG  | 84,76 WRin |
| 2     | Detlef Michel    | GDR  | 81,9000000 |
| 3     | Wiktor Jewsjukow | URS  | 81,8000000 |
| 4     | Jyrki Blom       | FIN  | 80,4800000 |
| 5     | Heino Puuste     | URS  | 80,3400000 |
| 6     | Wolfram Gambke   | FRG  | 79,8800000 |
| 7     | Sejad Krdžalić   | YUG  | 79,5000000 |
| 8     | Mick Hill        | GBR  | 77,3400000 |

Finale: 27. August
Der vom neuen Europameister hier aufgestellte Weltrekord hatte aufgrund des gerade erst eingeführten neuen Speers noch inoffiziellen Charakter. Den ersten offiziellen Weltrekord gab es ebenfalls durch Klaus Tafelmeier am 21. September 1986 mit 85,74 m in Como, Italien.

### Zehnkampf
| Platz | Athlet               | Land | Punkte  |
| ----- | -------------------- | ---- | ------- |
| 1     | Daley Thompson       | GBR  | 8811 CR |
| 2     | Jürgen Hingsen       | FRG  | 8730000 |
| 3     | Siegfried Wentz      | FRG  | 8676000 |
| 4     | Torsten Voss         | GDR  | 8450000 |
| 5     | Oleksandr Apajtschew | URS  | 8199000 |
| 6     | Uwe Freimuth         | GDR  | 8197000 |
| 7     | Christian Plaziat    | FRA  | 8196000 |
| 8     | Alain Blondel        | FRA  | 8185000 |

Datum: 27./28. August
Gewertet wurde nach der auch heute gültigen Punktetabelle von 1985.

## Resultate Frauen

### 100 m
| Platz | Athletin          | Land | Zeit (s) |
| ----- | ----------------- | ---- | -------- |
| 1     | Marlies Göhr      | GDR  | 10,91 CR |
| 2     | Anelija Nunewa    | BUL  | 11,04 NR |
| 3     | Nelli Cooman      | NED  | 11,08 NR |
| 4     | Silke Gladisch    | GDR  | 11,09000 |
| 5     | Ingrid Auerswald  | GDR  | 11,11000 |
| 6     | Olga Solotarjowa  | URS  | 11,23000 |
| 7     | Paula Dunn        | GBR  | 11,25000 |
| 8     | Heidi-Elke Gaugel | FRG  | 11,26000 |

Finale: 27. August
Wind: +0,8 m/s

### 200 m
| Platz | Athletin               | Land | Zeit (s)  |
| ----- | ---------------------- | ---- | --------- |
| 1     | Heike Drechsler        | GDR  | 21,71 WRe |
| 2     | Marie-Christine Cazier | FRA  | 22,32 NR0 |
| 3     | Silke Gladisch         | GDR  | 22,490000 |
| 4     | Marina Molokowa        | URS  | 22,710000 |
| 5     | Ewa Kasprzyk           | POL  | 22,730000 |
| 6     | Natalja Botschina      | URS  | 22,870000 |
| 7     | Sabine Günther         | GDR  | 22,980000 |
| 8     | Marina Schirowa        | URS  | 23,180000 |

Finale: 29. August
Wind: −0,8 m/s

### 400 m
| Platz | Athletin          | Land | Zeit (s) |
| ----- | ----------------- | ---- | -------- |
| 1     | Marita Koch       | GDR  | 48,22    |
| 2     | Olha Wladykina    | URS  | 49,67    |
| 3     | Petra Müller      | GDR  | 49,88    |
| 4     | Kirsten Emmelmann | GDR  | 50,43    |
| 5     | Ute Thimm         | FRG  | 51,15    |
| 6     | Taťána Kocembová  | TCH  | 51,50    |
| 7     | Fabienne Ficher   | FRA  | 51,91    |
| 8     | Karin Lix         | FRG  | 52,89    |

Finale: 28. August

### 800 m
| Platz | Athletin          | Land | Zeit (min) |
| ----- | ----------------- | ---- | ---------- |
| 1     | Nadija Olisarenko | URS  | 1:57,15    |
| 2     | Sigrun Wodars     | GDR  | 1:57,42    |
| 3     | Ljubow Gurina     | URS  | 1:57,73    |
| 4     | Gaby Bußmann      | FRG  | 1:58,57    |
| 5     | Milena Strnadová  | TCH  | 1:58,89    |
| 6     | Mitica Junghiatu  | ROM  | 1:59,22    |
| 7     | Ljubow Kirjuchina | URS  | 1:59,67    |
| 8     | Christine Wachtel | GDR  | 2:00,02    |

Finale: 28. August

### 1500 m
| Platz | Athletin            | Land | Zeit (min) |
| ----- | ------------------- | ---- | ---------- |
| 1     | Rawilja Agletdinowa | URS  | 4:01,19000 |
| 2     | Tetjana Samolenko   | URS  | 4:02,36000 |
| 3     | Doina Melinte       | ROM  | 4:02,44000 |
| 4     | Ivana Walterová     | TCH  | 4:03,09 NR |
| 5     | Maricica Puică      | ROM  | 4:03,90000 |
| 6     | Swetlana Kitowa     | URS  | 4:04,74000 |
| 7     | Kirsty Wade         | GBR  | 4:04,99000 |
| 8     | Cornelia Bürki      | SUI  | 4:05,31000 |

Finale: 31. August

### 3000 m
| Platz | Athletin          | Land | Zeit (min) |
| ----- | ----------------- | ---- | ---------- |
| 1     | Olga Bondarenko   | URS  | 8:33,99    |
| 2     | Maricica Puică    | ROM  | 8:35,92    |
| 3     | Yvonne Murray     | GBR  | 8:37,15    |
| 4     | Zola Budd         | GBR  | 8:38,20    |
| 5     | Tetjana Samolenko | URS  | 8:40,35    |
| 6     | Olena Schupijewa  | URS  | 8:40,74    |
| 7     | Cornelia Bürki    | SUI  | 8:44,44    |
| 8     | Annette Sergent   | FRA  | 8:47,42    |

Finale: 28. August

### 10.000 m
| Platz | Athletin           | Land | Zeit (min)  |
| ----- | ------------------ | ---- | ----------- |
| 1     | Ingrid Kristiansen | NOR  | 30:23,25 CR |
| 2     | Olga Bondarenko    | URS  | 30:57,21 NR |
| 3     | Ulrike Bruns       | GDR  | 31:19,76 NR |
| 4     | Aurora Cunha       | POR  | 31:39,35000 |
| 5     | Svetlana Guskova   | URS  | 31:42,43000 |
| 6     | Olena Schupijewa   | URS  | 31:42,99000 |
| 7     | Liz Lynch          | GBR  | 31:49,46000 |
| 8     | Karolina Szabó     | HUN  | 31:55,93000 |

Datum: 30. August
Ingrid Kristiansen – auf dem Foto rechts nach einem Straßenlauf im Jahr 1987 – siegte mit mehr als seiner halben Minute Vorsprung,

### Marathon
| Platz | Athletin               | Land | Zeit (h)   |
| ----- | ---------------------- | ---- | ---------- |
| 1     | Rosa Mota              | POR  | 2:28:38 CR |
| 2     | Laura Fogli            | ITA  | 2:32:52000 |
| 3     | Jekaterina Chramenkowa | URS  | 2:34:18000 |
| 4     | Sinikka Keskitalo      | FIN  | 2:34:31000 |
| 5     | Jocelyne Villeton      | FRA  | 2:35:17000 |
| 6     | Bente Moe              | NOR  | 2:35:34000 |
| 7     | Carla Beurskens        | NED  | 2:39:05000 |
| 8     | Paola Moro             | ITA  | 2:39:19000 |

Datum: 26. August

### 100 m Hürden
| Platz | Athletin            | Land | Zeit (s) |
| ----- | ------------------- | ---- | -------- |
| 1     | Jordanka Donkowa    | BUL  | 12,38 CR |
| 2     | Cornelia Oschkenat  | GDR  | 12,55000 |
| 3     | Ginka Sagortschewa  | BUL  | 12,70000 |
| 4     | Heike Theele        | GDR  | 12,82000 |
| 4     | Kerstin Knabe       | GDR  | 12,82000 |
| 6     | Laurence Elloy      | FRA  | 12,93000 |
| 7     | Natalija Hryhorjewa | URS  | 12,96000 |
| 8     | Mihaela Pogăcean    | ROM  | 13,17000 |

Finale: 29. August
Wind: −0,7 m/s

### 400 m Hürden
| Platz | Athletin                   | Land | Zeit (s) |
| ----- | -------------------------- | ---- | -------- |
| 1     | Marina Stepanowa           | URS  | 53,32 WR |
| 2     | Sabine Busch               | GDR  | 53,60000 |
| 3     | Cornelia Feuerbach         | GDR  | 54,13000 |
| 4     | Ann-Louise Skoglund        | SWE  | 54,15 NR |
| 5     | Genowefa Błaszak           | POL  | 54,74000 |
| 6     | Ellen Fiedler              | GDR  | 54,90000 |
| 7     | Christieana Cojocaru-Matei | ROM  | 55,23000 |
| 8     | Margarita Chromowa         | URS  | 55,56000 |

Finale: 30. August

### 4 × 100 m Staffel
| Platz | Land           | Athletinnen | Zeit (s) |
| ----- | -------------- | --- | -------- |
| 1     | DDR            | Silke Gladisch Sabine Günther Ingrid Auerswald Marlies Göhr                                                         | 41,84 CR |
| 2     | Bulgarien      | Ginka Sagortschewa Anelija Nunewa Nadeschda Georgiewa Jordanka Donkowa                                              | 42,68000 |
| 3     | UdSSR          | Antonina Nastoburko Natalja Botschina Marina Schirowa (Finale) Olga Solotarjowa im Vorlauf außerdem: Iryna Sljussar | 42,74000 |
| 4     | Frankreich     | Françoise Leroux Marie-Christine Cazier Laurence Bily Murielle Leroy                                                | 43,11000 |
| 5     | Großbritannien | Paula Dunn Kathy Cook Joan Baptiste Wendy Hoyte                                                                     | 43,44000 |
| 6     | Polen          | Joanna Smolarek Urszula Jaros Jolanta Janota Ewa Kasprzyk                                                           | 43,54000 |
| 7     | Niederlande    | Nelli Cooman Martha Grossenbacher Marjan Olyslager Els Vader                                                        | 44,38000 |
| DSQ   | BR Deutschland | Resi März Anke Köninger Heidi-Elke Gaugel Ute Thimm                                                                 |          |

Finale: 31. August

### 4 × 400 m Staffel
| Platz | Land           | Athletinnen                                                        | Zeit (min) |
| ----- | -------------- | ------------------------------------------------------------------ | ---------- |
| 1     | DDR            | Kirsten Emmelmann Sabine Busch Petra Müller Marita Koch            | 3:16,87 CR |
| 2     | BR Deutschland | Gisela Kinzel Ute Thimm Heidi-Elke Gaugel Gaby Bußmann             | 3:22,80 BR |
| 3     | Polen          | Ewa Kasprzyk Marzena Wojdecka Elżbieta Kapusta Genowefa Błaszak    | 3:24,65000 |
| 4     | Bulgarien      | Juliana Marinowa Pepa Pawlowa Jordanka Stojanowa Rossiza Stamenowa | 3:26,26000 |
| 5     | Italien        | Marisa Masullo Cosetta Campana Giuseppina Cirulli Erica Rossi      | 3:32,30000 |
| 6     | Spanien        | Asther Lahoz Montserrat Pujol Christina Perez Blanca Lacambra      | 3:32,51000 |
| DSQ   | UdSSR          | Vineta Ikaunietse Olga Nasarowa Marina Stepanowa Olha Wladykina    |            |

Finale: 31. August

### 10 km Gehen
| Platz | Athletin             | Land | Zeit (min) |
| ----- | -------------------- | ---- | ---------- |
| 1     | Mari Cruz Díaz       | ESP  | 46:09 CR   |
| 2     | Ann Jansson          | SWE  | 46:13000   |
| 3     | Siw Ybanez           | SWE  | 46:19000   |
| 4     | Jelena Rodionowa     | URS  | 46:28000   |
| 5     | María Reyes Sobrino  | ESP  | 46:35000   |
| 6     | Lidija Lewandowskaja | URS  | 46:36000   |
| 7     | Alexandra Grigorjewa | URS  | 47:16000   |
| 8     | Monica Gunarsson     | SWE  | 47:24000   |

Datum: 26. August

### Hochsprung
| Platz | Athletin           | Land | Höhe (m) |
| ----- | ------------------ | ---- | -------- |
| 1     | Stefka Kostadinowa | BUL  | 2,00     |
| 2     | Swetlana Issajewa  | BUL  | 1,93     |
| 3     | Olga Turtschak     | URS  | 1,93     |
| 4     | Susanne Helm       | GDR  | 1,90     |
| 4     | Andrea Bienias     | GDR  | 1,90     |
| 6     | Heike Redetzky     | FRG  | 1,90     |
| 7     | Danuta Bułkowska   | POL  | 1,90     |
| 8     | Diana Davies       | GBR  | 1,87     |

Finale: 28. August

### Weitsprung
| Platz | Athletin             | Land | Weite (m) |
| ----- | -------------------- | ---- | --------- |
| 1     | Heike Drechsler      | GDR  | 7,27 CR   |
| 2     | Galina Tschistjakowa | URS  | 7,09000   |
| 3     | Helga Radtke         | GDR  | 6,89000   |
| 4     | Vali Ionescu         | ROM  | 6,81000   |
| 5     | Ljudmila Ninova      | BUL  | 6,65000   |
| 6     | Silwija Christowa    | BUL  | 6,61000   |
| 7     | Jelena Belewskaja    | URS  | 6,58000   |
| 8     | Nadine Fourcade      | FRA  | 6,52000   |

Finale: 27. August

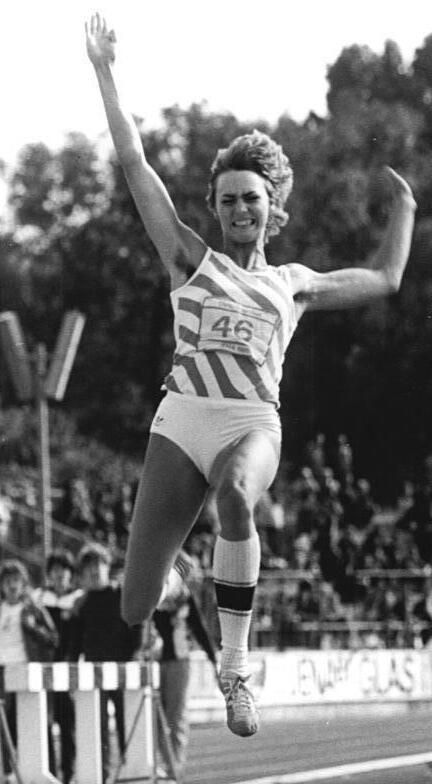
Heike Drechsler

Im Weitsprung gewann Heike Drechsler (Foto rechts) ihre erste von zwei Goldmedaillen bei diesen Europameisterschaften.

### Kugelstoßen
| Platz | Athletin           | Land | Weite (m) |
| ----- | ------------------ | ---- | --------- |
| 1     | Heidi Krieger      | GDR  | 21,10     |
| 2     | Ines Müller        | GDR  | 20,81     |
| 3     | Natalja Achrimenko | URS  | 20,54     |
| 4     | Claudia Losch      | FRG  | 20,54     |
| 5     | Heike Hartwig      | GDR  | 20,14     |
| 6     | Nunu Abaschydse    | URS  | 19,99     |
| 7     | Iris Plotzitzka    | FRG  | 19,26     |
| 8     | Mihaela Loghin     | ROM  | 19,15     |

Finale: 26. August

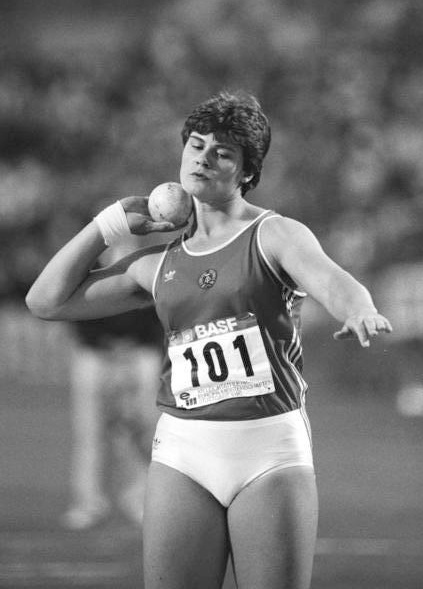
Europameisterin Heidi Krieger – seit 1997 Andreas Krieger

Europameisterin Heidi Krieger wurde jahrelang im Rahmen des DDR-Dopingprogramms mit Anabolika sowie männlichen Hormonen gedopt, unterzog sich 1997 einer Geschlechtsangleichung und lebt seitdem als Mann mit dem Namen Andreas Krieger.

### Diskuswurf
| Platz | Athletin           | Land | Weite (m) |
| ----- | ------------------ | ---- | --------- |
| 1     | Diana Sachse       | GDR  | 71,36 CR  |
| 2     | Zwetanka Christowa | BUL  | 69,52000  |
| 3     | Martina Hellmann   | GDR  | 68,82000  |
| 4     | Irina Meszynski    | GDR  | 65,20000  |
| 5     | Svetla Mitkova     | BUL  | 63,98000  |
| 6     | Galina Jermakowa   | URS  | 63,20000  |
| 7     | Renata Katewicz    | POL  | 58,36000  |
| 8     | Claudia Losch      | FRG  | 56,54000  |

Finale: 28. August
Doping

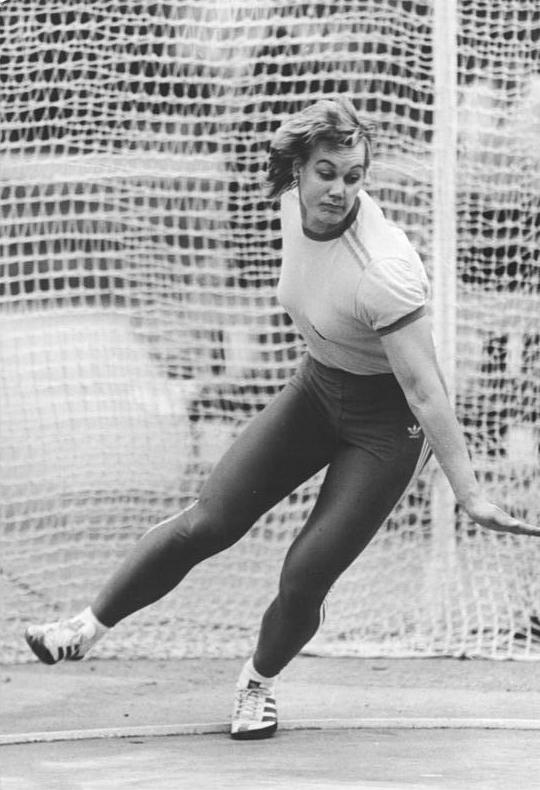
Diana Sachse

Die zunächst siebtplatzierte Rumänin Daniela Costian wurde des Verstoßes gegen die Antidopingbestimmungen überführt. Ihr Resultat wurde annulliert, das Ergebnis wurde entsprechend korrigiert. Außerdem erhielt die Athletin eine Sperre von 24 Monaten.

### Speerwurf
| Platz | Athletin               | Land | Weite (m) |
| ----- | ---------------------- | ---- | --------- |
| 1     | Fatima Whitbread       | GBR  | 76,32     |
| 2     | Petra Felke            | GDR  | 72,52     |
| 3     | Beate Peters           | FRG  | 68,04     |
| 4     | Tiina Lillak           | FIN  | 66,66     |
| 5     | Genowefa Olejarz       | POL  | 63,34     |
| 6     | Natallja Jermalowitsch | URS  | 62,84     |
| 7     | Ingrid Thyssen         | FRG  | 62,42     |
| 8     | Iryna Kostjutschenkowa | URS  | 61,40     |

Finale: 29. August

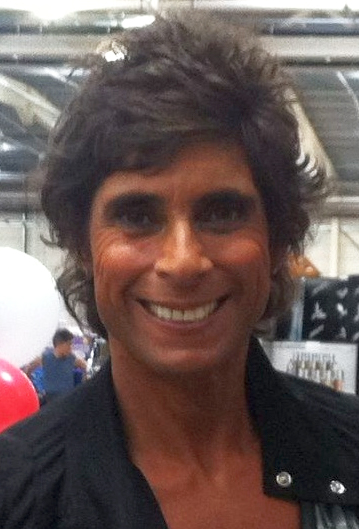
Europameisterin Fatima Whitbread warf in der Qualifikation Weltrekord

In der Qualifikation hatte Fatima Whitbread mit einer Weite von 77,44 m einen neuen Weltrekord aufgestellt.

### Siebenkampf
| Platz | Athletin              | Land | Punkte  |
| ----- | --------------------- | ---- | ------- |
| 1     | Anke Behmer           | GDR  | 6717 CR |
| 2     | Natalja Schubenkowa   | URS  | 6645000 |
| 3     | Judy Simpson          | GBR  | 6623000 |
| 4     | Birgit Dressel        | FRG  | 6487000 |
| 5     | Marianna Maslennikowa | URS  | 6396000 |
| 6     | Małgorzata Nowak      | POL  | 6352000 |
| 7     | Valda Ruskite         | URS  | 6331000 |
| 8     | Chantal Beaugeant     | FRA  | 6221000 |

Datum: 29./30. August

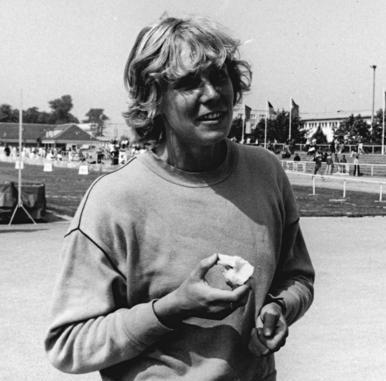
Anke Behmer – Europameisterin mit Meisterschaftsrekord

Gewertet wurde nach der auch heute gültigen Punktetabelle von 1985.